# Andreas Brandt (Architekt)
Andreas Brandt (* 29. März 1937 in Bremen; † 17. September 2014 in Berlin) war ein deutscher Architekt und Hochschullehrer, er lehrte als Professor an der Technischen Universität Darmstadt.

## Leben
Brandt studierte von 1958 bis 1960 Hochbau an der Bau- und Ingenieurschule Bremen und von 1961 bis 1964 Architektur an der Kunstakademie Düsseldorf. 1967 wurde er Mitglied der SAL-Planungsgruppe in Münster/Berlin. 1968 eröffnet er ein eigenes Büro in Berlin. Von 1978 an betrieb er das Büro Brandt und Böttcher, in Partnerschaft mit Rudolf Böttcher in Berlin. Brandt bekleidete zahlreiche Lehraufträge und Gastprofessuren an renommierten Universitäten und war von 1991 bis 2002 Professor für Entwerfen und Gebäudekunde an der Technischen Universität Darmstadt.
Nach seiner Emeritierung lebte er mehrere Jahre in Venedig, anschließend fast ausschließlich in Berlin. Er übte Fachpreisrichtertätigkeiten für Architekturwettbewerbe aus und beschäftigte sich mit ethnologischen und ethnographischen Gebäudestudien zur Himalayaregion, bei denen er die Eindrücke seiner Studienreisen und Aufmaße zeichnerisch festhielt.
Brandts Architektur ist geprägt von der Materialwirkung traditioneller Materialien und deren gestalterischer Einsatz. Insbesondere Sichtmauerwerk bestimmt viele seiner Bauten. 1992 fand eine Ausstellung Andreas Brandt & Rudolf Bottcher in der Galleria della Fondazione Angelo Masieri in Venedig statt.

## Auszeichnungen
- 1993: Award Brunel, Madrid, für den Bahnhof Kassel-Wilhelmshöhe
- 1994: Architekturpreis der Stadt Münster für das Wohnhaus Stratmann

## Lehre
- 1967–1968: Gastprofessor am Institute for Urban Design der University of California in Berkeley
- 1975–1977: Lehrbeauftragter an der Kunstakademie Düsseldorf
- 1981–1982: Gastprofessor an der Gesamthochschule Kassel
- 1983–1984: Gastprofessor an der Hochschule der Künste Berlin
- 1988–1989: Gastprofessor am Architekturinstitut der Yale University
- 1991–2002: Ordentlicher Professor für Entwerfen und Gebäudekunde an der Technischen Universität Darmstadt

## Realisierte Bauten (Auswahl)
- 1973–1978: Erich-Göpfert-Stadthalle, Unna
- 1983–1987: Wohnbebauung am Luisenplatz, Berlin (im Rahmen der IBA 1984 Berlin)
- 1988: Versuchsbahnhof der Berliner Magnetschwebebahn[1] (zusammen mit Yadegar Asisi; im Rahmen der Hauptstadtplanung in den 1990er Jahren abgerissen)[2]
- 1990/1991: ICE-Bahnhof Kassel-Wilhelmshöhe mit Überdachung des Bahnhofsvorplatzes, Kassel
- 1992–1995: Wohnbebauung Ritterstraße/Alexandrinenstraße, Berlin-Kreuzberg[3]
- 1993: Michael-Ende-Grundschule in Berlin-Rudow (Bezirk Neukölln), Neuhofer Straße 41.[4]
- 1994: Stadtteilzentrum Hellersdorf, Bezirk Marzahn-Hellersdorf in Berlin
- Loft-Ausbau auf der Giudecca, Venedig

## Schriften
- Beton Atlas, mit anderen Autoren. Birkhäuser, Basel 2002.
- Über Leon Krier. In: Der Architekt, Heft 12/1987, S. 577–580.
- Die Eisenbahn, mit Max Bächer. In: Der Architekt, Heft 10/1992, S. 495.
- Andreas Brandt: Festhalle Unna. In: arch+, Heft 57–58/1981, S. 24–25.
- Haus und Landschaft in Asien. Alpheus Verlag, Berlin 2011.